# Franklin Dyall
Franklin Dyall est un acteur, producteur et réalisateur britannique né le 3 février 1874 à Liverpool (Angleterre) et mort le 8 mai 1950 à Worthing (Angleterre).

## Biographie
Franklin Dyall se marie avec Concordia Merrel avec qui il a un fils, l'acteur Valentine Dyall. Dans un second mariage, il se remarie à l'actrice Mary Merrall (en).

## Filmographie

### comme acteur
- 1916 : Esther de Maurice Elvey
- 1919 : The Garden of Resurrection d'Arthur Rooke : Cruickshank
- 1928 : Le passé ne meurt pas (Easy Virtue) d'Alfred Hitchcock : Mr. Filton, le mari de Larita
- 1929 : Atlantic d'Ewald André Dupont : John Rool
- 1931 : A Safe Affair de Herbert Wynne : Rupert Gay
- 1931 : Creeping Shadows de John Orton : Disher
- 1931 : Alibi de Leslie S. Hiscott : Sir Roger Ackroyd
- 1931 : The Ringer de Walter Forde : Maurice Meister
- 1931 : Night in Montmartre de Leslie S. Hiscott : Max Levine
- 1932 : Men of Steel de George King : Charles Paxton
- 1933 : Called Back de Reginald Denham et Jack Harris: Dr Jose Manuel
- 1933 : La Vie privée d'Henry VIII (The Private Life of Henry VIII) d'Alexander Korda : Thomas Cromwell
- 1934 : The Iron Duke de Victor Saville : Blücher
- 1935 : The Case of Gabriel Perry d'Albert de Courville : Prosecution
- 1937 : Mr. Stringfellow Says No de Randall Faye : Comte Hokana
- 1937 : Leave It to Me d'Herbert Smith : Sing
- 1937 : Captain's Orders d'Ivar Campbell : Newton
- 1937 : L'Invincible Armada (Fire Over England) de William K. Howard (non crédité)
- 1938 : Mr. Satan d'Arthur B. Woods : Billy
- 1938 : The Ringer, téléfilm : Maurice Meister
- 1940 : All at Sea d'Herbert Smith : Dr Stolk
- 1940 : La Conquête de l'air (Conquest of the Air) d'Alexander Esway, Zoltan Korda, John Monk Saunders, Alexander Shaw et Donald Taylor : Jerome de Ascoli
- 1943 : Yellow Canary de Herbert Wilcox : Capitaine Foster
- 1946 : The Ringer, téléfilm de Royston Morley : Maurice Meister
- 1948 : La Grande Révolte (Bonnie Prince Charlie) de Anthony Kimmins et Alexander Korda : Macdonald

### comme producteur
- 1931 : A Safe Affair

### comme réalisateur
- 1920 : Duke's Son